# Pagurus gymnodactylus
Pagurus gymnodactylus är en kräftdjursart som beskrevs av Rafael Lemaitre 1982. Pagurus gymnodactylus ingår i släktet Pagurus och familjen eremitkräftor. Inga underarter finns listade i Catalogue of Life.